# دارلينغتون إغويكالي
دارلينغتون إغويكالي (مواليد 4 أبريل 2000) لاعب كرة قدم نيجيري يجيد اللعب كمدافع مع دبي سيتي الإماراتي كلاعب مقيم.
لعب في نادي عجمان ونادي الفجيرة ونادي الإمارات ونادي الرمس ودبي سيتي.

## روابط خارجية
- دارلينغتون إغويكالي على موقع قاعدة بيانات كرة القدم.إي يو (الإنجليزية)
- دارلينغتون إغويكالي على موقع Soccerway.com (الإنجليزية)
- دارلينغتون إغويكالي على موقع عالم كرة القدم.نت (الإنجليزية)